# Stoutsville (Missouri)
Stoutsville és una població dels Estats Units a l'estat de Missouri. Segons el cens del 2000 tenia 44 habitants.

## Demografia
Segons el cens del 2000, Stoutsville tenia 44 habitants, 24 habitatges, i 15 famílies. La densitat de població era de 21,2 habitants per km².
Dels 24 habitatges en un 4,2% hi vivien nens de menys de 18 anys, en un 62,5% hi vivien parelles casades, en un 0% dones solteres, i en un 37,5% no eren unitats familiars. En el 33,3% dels habitatges hi vivien persones soles el 8,3% de les quals corresponia a persones de 65 anys o més que vivien soles. El nombre mitjà de persones vivint en cada habitatge era d'1,83 i el nombre mitjà de persones que vivien en cada família era de 2,2.
Per edats la població es repartia de la següent manera: un 6,8% tenia menys de 18 anys, un 2,3% entre 18 i 24, un 25% entre 25 i 44, un 31,8% de 45 a 60 i un 34,1% 65 anys o més.
L'edat mediana era de 52 anys. Per cada 100 dones de 18 o més anys hi havia 115,8 homes.
La renda mediana per habitatge era de 31.875 $ i la renda mediana per família de 46.250 $. Els homes tenien una renda mediana de 30.000 $ mentre que les dones 13.750 $. La renda per capita de la població era de 18.165 $. Cap de les famílies i el 4,9% de la població estaven per davall del llindar de pobresa.

## Poblacions més properes
El següent diagrama mostra les poblacions més properes.